# Titan (Stephen Baxter)
Pour les articles homonymes, voir Titan.
Titan (titre original : Titan) est un roman de science-fiction dure de l'auteur britannique Stephen Baxter paru en 1997. Ce livre décrit une mission habitée vers la lune énigmatique de Saturne, qui possède une atmosphère riche et des conditions favorables à la vie organique.

## Résumé
Au début du roman, la Terre est au bord d'une troisième guerre mondiale, en raison d'une rivalité entre les États-Unis et la Chine.
La NASA décide de façon prioritaire d'envoyer une mission habitée vers Titan, en recyclant l'une des dernières navettes spatiales en activité. Les scientifiques savent que cette mission sera sans retour.
Le trajet doit passer non loin du Soleil pour profiter de la force gravitationnelle de l'astre, et ainsi diminuer le besoin en carburant. Une équipe de cinq astronautes prend place à bord de la navette dont le Dr Benacerraf, chef de l'expédition.
Le roman raconte de façon stupéfiante, réaliste mais aussi poétique ce voyage, et les nombreuses vicissitudes rencontrées. Le dernier tiers du roman se passe sur Titan, alors que la Terre rentre dans un conflit. Les membres de l'équipage n'ont plus de contact avec la Terre...

## Éditions
- Titan, HarperCollins, 18 juillet 1997, 581 p.  (ISBN 0-00-225424-7)
- Titan, J'ai lu coll. « Millénaires » no 6044, 9 janvier 2001, trad. Stéphanie Ravez, 695 p.  (ISBN 978-2290309735)
- Titan, J'ai lu, coll. « Science-fiction » no 7669, 15 juin 2005, trad. Stéphanie Ravez, 700 p.  (ISBN 978-2290324929)